# Leucopis alexandri
Leucopis alexandri är en tvåvingeart som beskrevs av Tanasijtshuk 1986. Leucopis alexandri ingår i släktet Leucopis och familjen markflugor. Inga underarter finns listade i Catalogue of Life.